# Clausewitz-Kaserne (Nienburg/Weser)
Die Clausewitz-Kaserne ist eine nach Carl von Clausewitz benannte Kaserne der Bundeswehr, welche sich südöstlich des Stadtzentrums von Nienburg/Weser im Ortsteil Langendamm befindet.

## Lage
Die Clausewitz-Kaserne liegt östlich der Bundesstraße 6 und befindet sich an der Adresse Am Rehhagen 10. An die Kaserne ist ein Standortübungsplatz angegliedert.

## Geschichte
Die Kaserne wurde im Rahmen der Aufstellung der Bundeswehr 1956 nach Entwürfen von Friedrich Wilhelm Kraemer erbaut. Bemerkenswert ist hierbei, dass mit dem Bau am 28. August begonnen wurde und bereits am 13. Dezember Richtfest begangen werden konnte. Zu diesem Zeitpunkt konnte Nienburg bereits auf eine lange Garnisonsgeschichte zurückblicken (siehe auch Geschichte der Stadt Nienburg).
Die Geschichte der Kaserne ist in der Folge eng mit der Panzerbrigade 3 und deren Vorgängern verbunden, obwohl auch andere Truppenteile dort stationiert waren. Nach Auflösung der Brigade im Jahr 1993 wurde die Belegung der Kaserne von ca. 3000 Soldaten auf ca. 900 Soldaten im Jahre 2017 reduziert. Da im Jahr 2003 das Bataillon Elektronische Kampfführung 912 (EloKaBtl 912) und Vorgänger des Kommando Zivil-Militärische Zusammenarbeit (KdoZMZBw) in der Kaserne aufgestellt wurden, welche auch im Stationierungskonzept 2011 weiter vorgesehen sind, gilt der Standort als mittelfristig gesichert.
Neben der Clausewitz-Kaserne bestanden am Standort Nienburg nach dem Zweiten Weltkrieg unter anderem auch die noch im Auftrag der Wehrmacht errichtete Mudra-Kaserne (welche von 1950 bis 1996 vom 21st Engineer Regiment der Rheinarmee genutzt wurde), die 1960 gegründete Bundeswehrfachschule an der Verdener Straße (welche jetzt als Stadtarchiv genutzt wird), das Kreiswehrersatzamt am Berliner Ring (in welchem sich jetzt das Amts- und das Arbeitsgericht Nienburg befinden), die Kleiderkammer an der Ziegelkampstraße, das Verteidigungskreiskommando an der Breslauer Straße sowie in Pionierwasserübungsplatz an der Luise-Wyneken-Straße.
Weiterhin bestand über das schwere Artilleriebataillon 140 (später 12), zugehörig zum Artillerieregiment 1 (Hannover) eine enge Verbindung zum 32nd US Army Field Artillery Detachment, welches im Rahmen der Nuklearen Teilhabe das Sondermunitionslager Liebenau betrieb.

## Aktuelle Situation

### Stationierte Einheiten / Dienststellen
- Bataillon Elektronische Kampfführung 912, Cyber- und Informationsraum (seit 2003)
- Kommando Zivil-Militärische Zusammenarbeit (KdoZMZBw) (inkl. Vorgängerorganisationen; seit 2003)
- Sanitätsversorgungszentrum Nienburg (ZSan), (seit 2015, Vorgängerorganisationen waren vor Ort)
- Bundeswehr-Dienstleistungszentrum Wunstorf, Außenstelle Nienburg (seit 2007, Vorgängerorganisationen waren vor Ort)
- Evangelisches Militärpfarramt Nienburg (seit 2007, Vorgängerorganisationen waren vor Ort)
- Lehrbereich III 4 des Bildungszentrums der Bundeswehr (BiZBw), Ziegelkampstraße 43 (seit 2007)
- Unterstützungspersonal Standortältester Nienburg (seit 2008)
- Verschiedene Einrichtungen des Reservistenverbandes (VdRBw) und seit 2008 auch des Bundeswehrverbandes und der BWI GmbH
- Wallmeistertrupp Nienburg (seit 2013)[3]
- Heimatschutzregiment 3
- Innerhalb der Kaserne befindet sich die auf Anfrage kostenlos zugängliche Militärgeschichtliche Sammlung des Standortes[4]

## Ehemalige Einheiten
Folgende Einheiten der Bundeswehr waren in der Kaserne stationiert:
| Truppenteil                                                                               | Zeitraum der Stationierung | Verbleib                                  |
| ----------------------------------------------------------------------------------------- | -------------------------- | ----------------------------------------- |
| 2./Raketenartilleriebataillon 12                                                          | 1980–1998                  | Verlegung Lingen (Ems)                    |
| 2./Raketenartilleriebataillon 12                                                          | 2000–2002                  | Auflösung                                 |
| Flugabwehrraketenbataillon 35                                                             | 1964–1989                  | Auflösung                                 |
| Panzerbataillon 34                                                                        | 1981–1992                  | Auflösung                                 |
| Artillerieaufklärungsbataillon 113 (teilaktiv)                                            | 2002–2008                  | Auflösung                                 |
| Artillerieregiment 1                                                                      | 1993–2003                  | Auflösung                                 |
| Ausbildungskompanie 2/1                                                                   | 1960–1964                  | Verlegung nach Leese                      |
| Beobachtungspanzerartilleriebataillon 113 (Geräteeinheit)                                 | 1997–2003                  | Auflösung                                 |
| Evangelischer Standortpfarrer Nienburg                                                    | 1995–2007                  | Umbenennung in EMilPfA Nienburg           |
| Fahrschulgruppe Nienburg 2                                                                | 1985–1994                  | Auflösung                                 |
| Feldwebel für Reservisten 222                                                             | 1978–1994                  | Auflösung                                 |
| Fernmeldedienstgruppe 218/13                                                              | 1982–1994                  | Auflösung                                 |
| Fernmelderevisionsdiensttrupp 218/131                                                     | 1964–1994                  | Auflösung                                 |
| Fernmelderevisionsdiensttrupp 218/132                                                     | 1970–1994                  | Auflösung                                 |
| Flugabwehrbatterie 30 (aufgestellt als PzFlaBttr 30, BrigBttr)                            | 1961–1963                  | Auflösung                                 |
| Grenadierbataillon 51                                                                     | 1957–1959                  | Umgliederung in PzGrenBtl 32              |
| Instandsetzungskompanie 30 (vorher 3./VersBtl 36)                                         | 1972–1993                  | Auflösung                                 |
| Kampfgruppe C 1 (Kampfgruppenstab)                                                        | 1957–1959                  | Umbenennung in PzBrig 3                   |
| Kasernenfeldwebel Nienburg                                                                | 1970–1994                  | Auflösung                                 |
| Katholischer Standortpfarrer Nienburg                                                     | 1977–2001                  | Verlegung nach Wunstorf                   |
| Landeskommando Niedersachsen – Teile Nienburg                                             | 2007–2013                  | Auflösung                                 |
| leichte Pioniergerätekompanie 761                                                         | 1956–1958                  | Umbenennung in PiGerKp 108                |
| Materialausstattung Sanitätsbereich 22/17                                                 | 1978–1998                  | Auflösung                                 |
| Nachschubkompanie 30 (vorher 4./VersBtl 36)                                               | 1972–1993                  | Auflösung                                 |
| Panzerartilleriebataillon 25 (nicht aktiv, ab 2006 Geräteeinheit)                         | 1998–2008                  | Auflösung                                 |
| Panzeraufklärungskompanie 30                                                              | 1963–1983                  | Auflösung                                 |
| Panzerbataillon 31 (gemischt u.teilgekadert)                                              | 1981–1992                  | Auflösung                                 |
| Panzerbataillon 334                                                                       | 1972–1981                  | Umbenennung in PzBtl 34                   |
| Panzerbataillon 34                                                                        | 1981–1993                  | Umgliederung in PzBtl 34 nicht aktiv      |
| Panzerbataillon 34 (nicht aktiv)                                                          | 1993–1993                  | Auflösung                                 |
| Panzerbataillon 34 (nicht identisch mit vorgenannter gleichnamigen Einheit)               | 1959–1968                  | Verlegung nach Celle/Scheuen              |
| Panzerbrigade 3 „Weser-Leine“ (1957 aufgestellt als Kampfgruppe C 1)                      | 1959–1994                  | Auflösung                                 |
| Panzergrenadierbataillon 32 (SPz) (1957 aufgestellt als GrenBtl 51)                       | 1959–1997                  | Verlegung nach Wesendorf                  |
| Panzerjägerbataillon 1                                                                    | 1957–1959                  | Umbenennung in PzBtl 34                   |
| Panzerjägerkompanie 10                                                                    | 1959–1959                  | Verlegung nach Stadtoldendorf             |
| Panzerjägerkompanie 310                                                                   | 1959–1959                  | Verlegung nach Oldenburg (Oldb)           |
| Panzerpionierkompanie 30, Aufstellung bereits 1959                                        | 1961–1971                  | Verlegung nach Dedelstorf                 |
| Panzerpionierkompanie 30                                                                  | 1983–1993                  | Auflösung                                 |
| Pioniergerätekompanie 108                                                                 | 1958–1959                  | Verlegung nach Dörverden                  |
| Raketenartilleriebataillon 12                                                             | 1964–2002                  | Umgliederung in ein teilaktives Bataillon |
| Raketenartilleriebataillon 12 (teilaktiv)                                                 | 2003–2005                  | Auflösung                                 |
| Sanitätszentrum 216                                                                       | 1986–1998                  | Auflösung                                 |
| Sanitätszentrum Nienburg/Weser                                                            | 2004–2015                  | Auflösung                                 |
| Artilleriebataillon 140                                                                   | 1959–1964                  | Umbenennung in RakArtBtl 12               |
| Standortfeldwebel Nienburg                                                                | 1981–1999                  | Auflösung                                 |
| Standortfernmeldeanlage 218/131                                                           | 1970–1994                  | Auflösung                                 |
| Standortschießanlage 222/1                                                                | 1997–2000                  | Auflösung                                 |
| Unterstützungspersonal Standortältester Nienburg                                          | 1981–2008                  | Auflösung                                 |
| Verbindungskommando Luftwaffe Brigadekommando PzBrig 3                                    | 1959–1994                  | Auflösung                                 |
| Versorgungsbataillon 36                                                                   | 1959–1960                  | Verlegung nach Loccum                     |
| Versorgungsbataillon 36                                                                   | 1964–1972                  | Auflösung                                 |
| Verstärkungsreserve Sanitätszentrum Nienburg/Weser                                        | 2007–2015                  | Auflösung                                 |
| Zahnarztgruppe 216/1                                                                      | 1981–1998                  | Auflösung                                 |
| Zahnstation (Terr) H 206                                                                  | 1972–1981                  | Auflösung                                 |
| Zahnstation H 03 (Brigadezahnstation) (1964 unter einer anderen Bezeichnung aufgestellt?) | 1964–1972                  | Auflösung                                 |

Folgende Einheiten der Bundeswehr waren in anderen Kasernen am Standort Nienburg stationiert:
| Truppenteil                                                  | Zeitraum der Stationierung | Verbleib               | Standort                          |
| ------------------------------------------------------------ | -------------------------- | ---------------------- | --------------------------------- |
| Wallmeistertrupp 222/1                                       | 1985–1986                  | Auflösung              | Breslauer Straße 22 (Gebäude VKK) |
| Wallmeistertrupp 222/2                                       | 1985–1986                  | Auflösung              | Breslauer Straße 22               |
| Verteidigungskreiskommando 222 (Geräteeinheit)               | 1964–1996                  | Auflösung              | Breslauer Straße 22               |
| Standortverwaltung Nienburg                                  | 1957–2004                  | Auflösung              | Berliner Ring 98                  |
| Standortmunitionsniederlage 222/1                            | 1981–199?                  | Auflösung              | Linsburger Weg                    |
| Standortkommandantur Nienburg                                | 1957–1964                  | Umbenennung in VKK 222 | Breslauer Straße 22               |
| Sicherungszug I IVG-Tanklager Schäferhof                     | 1976–2007                  | Auflösung              | Breslauer Straße 22               |
| Sicherungszug II IVG-Tanklager Schäferhof                    | 1976–2007                  | Auflösung              | Breslauer Straße 22               |
| Pionierdienstgruppe 7222 (Geräteeinheit)                     | 1985–1989                  | Auflösung              | Breslauer Straße 22               |
| Kreiswehrersatzamt Nienburg                                  | 1956–2006                  | Auflösung              | Berliner Ring 98                  |
| Infrastruktur-/Bauinstandsetzungsgruppe 7222 (Geräteeinheit) | 1982–1994                  | Auflösung              | Breslauer Straße 22               |
| Bundeswehrfachschulkompanie Nienburg                         | 1985–1986                  | Auflösung              | Ziegelkampstraße 45               |
| Bundeswehrfachschule Nienburg                                | 1960–1994                  | Auflösung              | Verdener Straße 24                |